# Нанотираннус
Нанотираннус (англ. Nanotyrannus, от лат. nano — маленький и tyrannus — тиран) — спорный род тероподных динозавров в составе группы тираннозавроид. Единственный вид — Nanotyrannus lancensis — описан по черепу, который был найден в отложениях штата Монтана в США, относящихся к верхнему мелу (маастрихт; около 68—66 млн лет).
Ряд исследований свидетельствует о том, что голотипный череп и другие потенциальные образцы нанотираннуса могут принадлежать ювенильным особям тираннозавра. В связи с этим широко распространена интерпретация Nanotyrannus lancensis в качестве субъективного младшего синонима Tyrannosaurus rex. Тем не менее, некоторые авторы отстаивают таксономическую самостоятельность нанотираннуса.

## История изучения

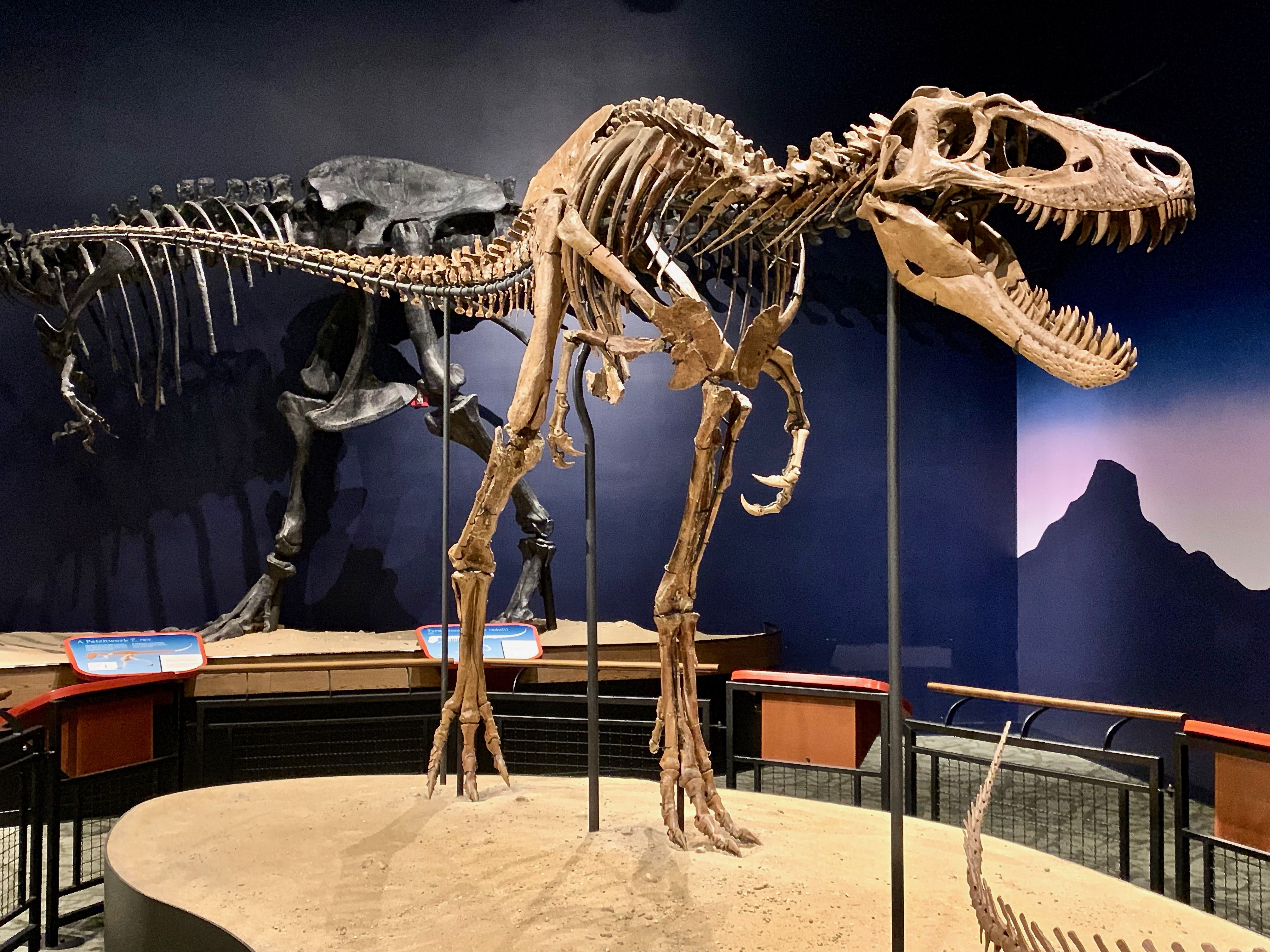
Реконструированный скелет «Джейн» в Музей естественной истории Берпи

Голотип CMNH 7541 был найден в 1942 году экспедицией Кливлендского музея естественной истории под руководством Дэвида Данкла (David Hosbrook Dunkle) и описан в 1946 году Чарльзом Гилмором как Gorgosaurus lancensis.
В 1970 году канадский исследователь Дейл Расселл (англ. Dale Russell) обратил внимание на некоторое сходство с альбертозавром и переименовал вид в Albertosaurus lancensis. Данную точку зрения поддержали и другие исследователи.
Позже, в 1988 году палеонтологи Роберт Бэккер, Филип Карри и Майкл Уильямс выделили его в отдельный от горгозавра род базальных тираннозаврид — Nanotyrannus.
В 1999 году палеонтолог Томас Карр на основе подробного анализа представителей тираннозаврид Albertosaurus libratus и Tyrannosaurus rex предположил, что «нанотираннус» может быть на самом деле ювенильной особью последнего. Если так, то у тираннозавров с возрастом не только менялось число зубов (с 17 у нанотирануса и 14 у тираннозавра-подростка до 12 у взрослого тираннозавра), но менялась форма и самих зубов (с режущей кромкой у нанотирануса и круглые в поперечном сечении у тираннозавра). Однако исследования мозговой коробки, строения мозговой полости и внутреннего уха показывают, что это, более вероятно, отдельный от горгозавра и тираннозавра род и вид.
Окончательно вопрос о валидности нанотираннуса может быть решён только после исследования бедренной кости BMRP 2002.4.1 («Джейн»), который может оказаться либо ещё одним представителем этого рода, либо молодой особью тираннозавра. Изучение двух скелетов из формации Хелл-Крик, которые использовались для аргументации в пользу выделения рода Nanotyrannus (Джейн и Пити (большеберцовая кость BMRP 2006.4.4)), показало, что это были молодые особи тираннозавра возрастом 13 и 15 лет. Этот результат поддерживает интерпретацию черепа CMNH 7541 как ювенильного T. rex, предложенную советским палеонтологом А. К. Рождественским в 1965 году
Исследование Холли Вудвард и её соавторов, опубликованное в 2020 году, показало, что относящиеся к нанотираннусу образцы являются онтогенетически незрелыми и указывает на их принадлежность тираннозавру. Все различия, которые поддерживают род нанотираннус, оказались индивидуально или онтогенетически изменяемыми признаками или продуктами искажения костей.
В 2020 году Томас Карр опубликовал статью об истории роста тираннозавра, в которой обнаружил, что голотип нанотираннуса CMNH 7541 соответствует ожидаемой онтогенетической вариации тираннозавра и имеет ювенильные черты, обнаруженные у других экземпляров. Согласно Карру, CMNH 7541 является подростковой особью тираннозавра возрасте до 13 лет с черепом длиной менее 80 см. Никаких существенных отличий, которые могли бы быть объяснены половым диморфизом ил отсутствием близкого филогенетического родства, не было обнаружено ни у одного из 44 изученных экземпляров. Карр пришёл к выводу, что признаки ювенильных образцов тираннозавра, которые могут обладать филогенетической значимостью, уменьшаются с возрастом с той же скоростью, что и происходит рост. Обсуждая результаты исследования, Карр отметил, что все экземпляры «нанотираннуса» образуют непрерывный переходный период роста между самыми маленькими детёнышами и подростковыми особями тираннозавра. Карр пришел к выводу, что «наноморфы» не сколько похожи друг на друга, сколько образуют важный мост в онтогенетическом ряде тираннозавра, который фиксирует начало существенных изменений от неглубокого черепа детёнышей к глубокому черепу полностью взрослых особей.
В 2024 году Ник Лонгрич и Эван Саитта повторно исследовали голотип и дополнительные образцы нанотираннуса. Основываясь на нескольких факторах, включая различия в морфологии и онтогенезе, Лонгрич и Саитта полагают, что Nanotyrannus является отдельным таксоном, и, согласно их филогенетическим анализам, может не принадлежать семейству Tyrannosauridae. В 2025 году Джаред Ворис и соавторы согласились с предыдущими исследованиями, которые свидетельствуют в пользу синонимии нанотираннуса и тираннозавра. Они отметили, что базальное положение нанотираннуса в анализе Лонгрича и Саитты связано с незрелостью и другими проблемами наборов данных. При включении голотипа нанотираннуса в собственный анализ Ворис и коллеги обнаружили его в качестве сестринского таксона по отношению к Tyrannosaurini.

## Описание
|  | Daspletosaurus                                            |
|  |                                                           |
|  | \| \| Tarbosaurus \| \| \| \| \| \| Alioramus \| \| \| \| |
|  |                                                           |
|  | Tarbosaurus                                               |
|  |                                                           |
|  | Alioramus                                                 |
|  |                                                           |

|  | Tarbosaurus |
|  |             |
|  | Alioramus   |
|  |             |

|  | Nanotyrannus  |
|  |               |
|  | Tyrannosaurus |
|  |               |

|  | Daspletosaurus                                            |
|  |                                                           |
|  | \| \| Tarbosaurus \| \| \| \| \| \| Alioramus \| \| \| \| |
|  |                                                           |
|  | Tarbosaurus                                               |
|  |                                                           |
|  | Alioramus                                                 |
|  |                                                           |

|  | Tarbosaurus |
|  |             |
|  | Alioramus   |
|  |             |

|  | Nanotyrannus  |
|  |               |
|  | Tyrannosaurus |
|  |               |

|  | Daspletosaurus                                            |
|  |                                                           |
|  | \| \| Tarbosaurus \| \| \| \| \| \| Alioramus \| \| \| \| |
|  |                                                           |
|  | Tarbosaurus                                               |
|  |                                                           |
|  | Alioramus                                                 |
|  |                                                           |

|  | Tarbosaurus |
|  |             |
|  | Alioramus   |
|  |             |

|  | Nanotyrannus  |
|  |               |
|  | Tyrannosaurus |
|  |               |

|  | Daspletosaurus                                            |
|  |                                                           |
|  | \| \| Tarbosaurus \| \| \| \| \| \| Alioramus \| \| \| \| |
|  |                                                           |
|  | Tarbosaurus                                               |
|  |                                                           |
|  | Alioramus                                                 |
|  |                                                           |

|  | Tarbosaurus |
|  |             |
|  | Alioramus   |
|  |             |

|  | Nanotyrannus  |
|  |               |
|  | Tyrannosaurus |
|  |               |

|  | Daspletosaurus                                            |
|  |                                                           |
|  | \| \| Tarbosaurus \| \| \| \| \| \| Alioramus \| \| \| \| |
|  |                                                           |
|  | Tarbosaurus                                               |
|  |                                                           |
|  | Alioramus                                                 |
|  |                                                           |

|  | Tarbosaurus |
|  |             |
|  | Alioramus   |
|  |             |

|  | Nanotyrannus  |
|  |               |
|  | Tyrannosaurus |
|  |               |

|  | Daspletosaurus                                            |
|  |                                                           |
|  | \| \| Tarbosaurus \| \| \| \| \| \| Alioramus \| \| \| \| |
|  |                                                           |
|  | Tarbosaurus                                               |
|  |                                                           |
|  | Alioramus                                                 |
|  |                                                           |

|  | Tarbosaurus |
|  |             |
|  | Alioramus   |
|  |             |

|  | Nanotyrannus  |
|  |               |
|  | Tyrannosaurus |
|  |               |

|  | Daspletosaurus                                            |
|  |                                                           |
|  | \| \| Tarbosaurus \| \| \| \| \| \| Alioramus \| \| \| \| |
|  |                                                           |
|  | Tarbosaurus                                               |
|  |                                                           |
|  | Alioramus                                                 |
|  |                                                           |

|  | Tarbosaurus |
|  |             |
|  | Alioramus   |
|  |             |

|  | Nanotyrannus  |
|  |               |
|  | Tyrannosaurus |
|  |               |

|  | Daspletosaurus                                            |
|  |                                                           |
|  | \| \| Tarbosaurus \| \| \| \| \| \| Alioramus \| \| \| \| |
|  |                                                           |
|  | Tarbosaurus                                               |
|  |                                                           |
|  | Alioramus                                                 |
|  |                                                           |

|  | Tarbosaurus |
|  |             |
|  | Alioramus   |
|  |             |

|  | Nanotyrannus  |
|  |               |
|  | Tyrannosaurus |
|  |               |

Общая длина черепа около 570 мм, высота — примерно 190 мм. В 2016 году Молина-Перес и Ларраменди оценили длину тела «Джейн» в 5,5 м при высоте 2 м в бедре и массе 520 кг.
Череп нанотираннуса отличается от других тираннозавров следующими признаками (по Bakker et al., 1988): очень узкая морда, ширина которой составляет 1/4 от ширины височной области, очень широкий базикраниум (основание черепа) между базитуберальными и базиптеригоидными отростками, два пневматических отверстия вдоль средней линии основной клиновидной кости. Отличается от черепов дасплетозавра, горгозавра и алиорама, но сходен с черепами тираннозавра, альбертозавра и тарбозавра в том, что височная область расширена, а базитуберальный регион смещён вперёд к базиптеригоидным отросткам. Отличается от всех тираннозаврид, за исключением алиорама, в том что имеет относительно примитивную, длинную морду и сильно сжатые по бокам зубы. Отличается от всех тираннозаврид также тем, что не имеет гребней вдоль верхней поверхности носовых костей. Отличается от тираннозавра в том, что имеет гладкое углубление для челюстных мышц в нижней части слёзной кости.
Также имеются такие отличия от других тираннозаврид в строении эндокраниума, как ростральное смещение гипофизарной ямки и орбитальных черепных нервов, ориентация полукруглых каналов внутреннего уха и различия в пневматических отверстиях и окнах.